# Perilissus foersteri
Perilissus foersteri är en stekelart som beskrevs av Woldstedt 1877. Perilissus foersteri ingår i släktet Perilissus och familjen brokparasitsteklar. Inga underarter finns listade i Catalogue of Life.